# Unité urbaine du Lardin-Saint-Lazare
L'unité urbaine du Lardin-Saint-Lazare est une unité urbaine française centrée sur la ville du Lardin-Saint-Lazare, dans le département de la Dordogne.

## Données globales
En 2010, selon l'Insee, l'unité urbaine du Lardin-Saint-Lazare (code 24105) était composée de trois communes, toutes situées en Dordogne.
Elle représentait le pôle urbain de l'aire urbaine du Lardin-Saint-Lazare qui s'étendait sur ces trois mêmes communes.
En 2020, le concept d'aire urbaine a cessé d'exister et l'unité urbaine (code 24106) concerne toujours les trois mêmes communes.

### Communes
La liste ci-dessous, établie par ordre alphabétique, indique les communes appartenant à l'unité urbaine du Lardin-Saint-Lazare, selon la délimitation de 2020, avec leur population municipale, issue du recensement le plus récent :
| Nom                     | Code Insee | Statut | Superficie (km2) | Population (dernière pop. légale) | Densité (hab./km2) |
| ----------------------- | ---------- | ------ | ---------------- | --------------------------------- | ------------------ |
| Beauregard-de-Terrasson | 24030      |        | 7,97             | 706 (2022)                        | 89                 |
| Condat-sur-Vézère       | 24130      |        | 16,64            | 865 (2022)                        | 52                 |
| Le Lardin-Saint-Lazare  | 24229      |        | 10,85            | 1 666 (2022)                      | 154                |

## Évolution démographique
L'évolution démographique ci-dessous concerne l'unité urbaine selon le périmètre défini en 2020.
| 1968  | 1975  | 1982  | 1990  | 1999  | 2006  | 2011  | 2016  | 2022  |
| ----- | ----- | ----- | ----- | ----- | ----- | ----- | ----- | ----- |
| 2 968 | 3 370 | 3 521 | 3 607 | 3 325 | 3 516 | 3 515 | 3 402 | 3 237 |

Histogramme

(élaboration graphique par Wikipédia)